# شست سه‌بندی
شست سه‌بَندی (انگلیسی: Triphalangeal thumb) یک ناهنجاری مادرزادی است که در آن شست دست فرد به جای دو بند انگشت، سه بند دارد. استخوان بند اضافی می‌تواند از نظر اندازه از یک سنگریزه کوچک تا اندازه‌ای قابل مقایسه با بندِ انگشت‌های دیگر دست متفاوت باشد. 
بروز واقعی این بیماری ناشناخته است، اما ۱:۲۵۰۰۰ در تولدهای زنده تخمین زده می‌شود. در حدود دو سوم از افراد دارای شست سه‌بندی، یک جزء ارثی وجود دارد. به همراه سه‌بندی بودن شست، فرد ممکن است ناهنجاری‌های دیگری نیز داشته باشد. این ناهنجاری  اولین بار توسط کلمبی در سال ۱۵۵۹ توصیف شد.